# Lepidoniscus minutus
Lepidoniscus minutus är en kräftdjursart som först beskrevs av Koch 1838.  Lepidoniscus minutus ingår i släktet Lepidoniscus och familjen Philosciidae. Inga underarter finns listade i Catalogue of Life.